# Grad Carlisle
Grad Carlisle je kamnita srednjeveška utrdba v mestu Carlisle v bližini ostankov Hadrijanovega zidu. Grad, ki je bil prvič zgrajen med vladavino Viljema II. leta 1092 in prezidan iz kamna pod Henrikom I. leta 1122, je star več kot 930 let in je bil prizorišče mnogih epizod v britanski zgodovini.
Ta grad je imel izjemno pomembno vlogo v angleško-škotskih vojnah (vojnah za škotsko neodvisnost). Bil je središče številnih vojn in invazij. Med Jakobitsko vstajo 1745–1746 je Carlisle postal zadnja angleška trdnjava, ki je bila oblegana. Grad je bil 7. avgusta 1996 uvrščen na seznam antičnih spomenikov.
Danes nepremičnino upravlja English Heritage in je odprta za javnost. Do leta 2006 je bil grad upravni sedež nekdanjega kraljevega obmejnega polka, do leta 2019 pa je bil okrajni sedež polka vojvode Lancastrskega. Znotraj grajskega obzidja je muzej polka.

## Zgodovina
Grad Carlisle je bil prvič zgrajen v času vladavine Viljema II. Angleškega, sina Viljema Osvajalca. Takrat je Cumberland (prvotno ime za severno in zahodno Cumbrio) še vedno veljal za del Škotske. Viljem II. je ukazal zgraditi grad mota v normanskem slogu v Carlislu na mestu stare rimske utrdbe Luguvalium, ki je po dendrokronologiji datirana v leto 72 n. št., z gradnjo gradu, ki se je začela leta 1092.
Leta 1122 je Henrik I. Angleški ukazal na tem mestu zgraditi kamniti grad s stolpi. Tako sta bila zgrajena utrdba in mestno obzidje. Obstoječi bivalno-obrambni grad je bil zgrajen nekje med letoma 1122 in 1135. Grad je eden od samo 104 zabeleženih primerov, večina jih je najdenih na valižanski meji.
Dejanje pregona Škotov iz Cumberlanda je povzročilo številne poskuse ponovnega prevzema dežele. Posledica tega je bila, da sta Carlisle in njegov grad v naslednjih 700 letih večkrat zamenjala lastnika. Prvi poskus se je začel med težavno vladavino Štefana Angleškega.
26. marca 1296 je John 'Rdeči' Comyn, od četrte četrtine leta 1295 Lord of Annandale, povedel škotsko vojsko čez Solway, da je napadel Carlisle. Takratni guverner gradu, Robert de Brus, je odstavil lorda Annandala, uspešno zdržal napad, preden je prisilil napadalce, da so se umaknili nazaj skozi Annandale v opatijo Sweetheart. Od 22. julija do 1. avgusta 1315 so škotske sile oblegale grad. Vendar pa Škoti niso imeli potrebnih sredstev za vzdrževanje obleganja in so se umaknili.
Od sredine 13. stoletja do združitve angleške in škotske krone leta 1603 je bil grad Carlisle ključni sedež Zahodnega roba, varovalnega pasu za zaščito zahodnega dela angleško-škotske meje.
Henrik VIII. Angleški je grad preuredil za topništvo, pri čemer je zaposlil inženirja Stefana von Haschenperga. Nekaj mesecev leta 1567 je bila Marija, škotska kraljica, zaprta znotraj gradu, v Warden's Tower. Kasneje so grad leta 1644, med angleško državljansko vojno, osem mesecev oblegale parlamentarne sile.
Zadnje bitke za mesto Carlisle in njegov grad so bile med jakobitskim uporom leta 1745 proti Juriju II. Sile princa Charlesa Edwarda Stuarta so potovale proti jugu iz Škotske v Anglijo in segle vse do Derbyja. Carlisle in grad so zavzeli in 'utrdili' Jakobiti. Vendar so jih na sever pregnale sile Viljema Avgusta, vojvode Cumberlandskega, sina Jurija II. Carlisle je bil ponovno zajet, Jakobiti pa so bili zaprti in usmrčeni. Ta bitka je zaznamovala konec vojnega življenja gradu, saj obramba meje med Anglijo in Škotsko ni bila potrebna, saj sta obe državi postali eno v Kraljevini Veliki Britaniji.
Po letu 1746 je grad postal nekoliko zanemarjen, čeprav so bila opravljena nekatera manjša popravila, kot na primer dvižni most leta 1783.
Nekatere dele gradu so nato v 19. stoletju porušili in uporabili kot surovine, da bi ustvarili bolj ali manj to, kar je obiskovalcu vidno danes. Leta 1851 je vojašnico zasedel 33. pešpolk z 10 častniki, 150 vojaki, 2 služabnikoma in 25 ženami in otroki vojakov. Vojska se je preselila, da bi zavzela grad, in leta 1873 je bil v skladu s Cardwellovimi reformami uveden sistem nabornih območij, ki temelji na grofijah in grad je postal skladišče za 34. (Cumberlandski) pehotni in 55. (Westmorlandski) polk. Po Childersovih reformah sta se 34. in 55. polk leta 1881 združila v mejni polk s skladiščem v gradu. Grad je ostal skladišče mejnega polka do leta 1959, ko se je polk združil s kraljevim polkom (Lancaster), da je postal kraljevi mejni polk. Vojaška rezerva še vedno uporablja dele gradu: 8. vod C čete 4. bataljona polka vojvode Lancasterskega ima sedež v Burma Blocku skupaj z odredom vojaške rezerve Multi Cap-Badge, vključno z zdravniki, inženirji, logistiki, obveščevalci in infanterji iz druge značke za kape.
Grad Carlisle je bil avgusta 1996 uvrščen na seznam (Številka vnosa na seznam: 1014579) zaščitenih v današnji zgodovinski Angliji. Seznam za status načrtovanega starodavnega spomenika vključuje »stoječe in zakopane ostanke srednjeveškega stolpnega gradu Carlisle, dve dolžini mestnega obzidja Carlisle, baterijo iz 16. stoletja in zakopane ostanke večjega dela rimske utrdbe, znane kot Luguvalium, velika katerega del leži pod poznejšim gradom«.
Leta 2016 je Historic England opravil prvo uradno preiskavo zgodovinskih grafitov in rezbarij, raztresenih po gradu, pri čemer je uporabil fotogrametrične tehnike za beleženje ugotovitev. »Rezbarije zapornikov« v trdnjavi in srednjeveška vrata, prekrita z jedkanicami, so bili lasersko skenirani, fotografirani in posneti skupaj z rimskim oltarjem, srednjeveškimi in postsrednjeveškimi grafiti in rezbarijami po kompleksu, da bi ustvarili 3D modele kot zapis o njihovo trenutno stanje.

## Muzej
V gradu je Cumbrijski muzej vojaškega življenja. Muzej »povezuje zgodovino pehotnega polka okrožja Cumbria, mejnega polka in kraljevega lastnega kraljevega mejnega polka ter lokalne milice«, kot piše v vodniku Visit Cumbria.

## Arturijanska legenda
V pesmi iz 14. stoletja legenda pravi, da je Sir Gawain, eden od vitezov okrogle mize, ostal na gradu Carlisle, medtem ko je bil na lovski ekspediciji v strašnem gozdu Inglewood. Nato je spal s Carlejevo ženo in ga ubil. Ta pesem ima močne vzporednice z drugo pesmijo iz 14. stoletja o siru Gawainu in zelenem vitezu. Zgodba je bila od takrat večkrat predelana, nazadnje v filmih iz let 1973, 1984 in 2021.
Po nekaterih navedbah grad Carlisle ni nič drugega kot Camelot, mitski sedež dvora kralja Arturja.